# Лаура Кеведо
Лаура Кеведо (ісп. Laura Quevedo, нар. 25 квітня 1996) — іспанська баскетболістка, срібна призерка Олімпійських ігор 2016 року.

## Виступи на Олімпіадах
| Олімпіада           | Дисципліна | Місце |
| ------------------- | ---------- | ----- |
| Ріо-де-Жанейро 2016 | баскетбол  | 2     |

## Зовнішні посилання
- Лаура Кеведо — олімпійська статистика на сайті Sports-Reference.com (англ.) (архівна версія)